# Naraka (hinduismus)

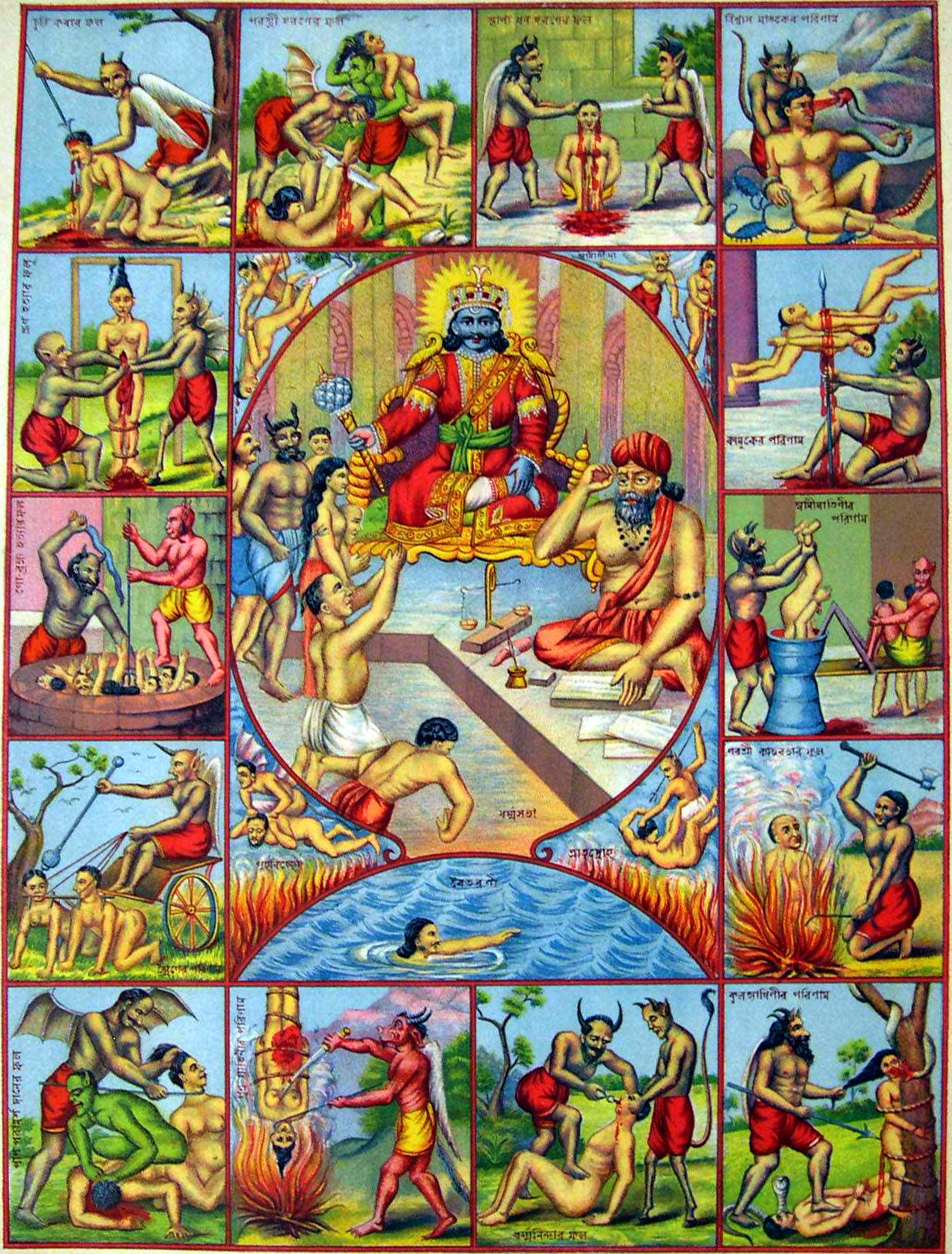
Představy o podobách pekla pro pozemské hříšníky.

Naraka (v sanskrtu naraka) je peklo v hinduismu. Je zmíněno zvláště v dharmašástrách, itihásách a puránách, ale i ve védských sanhitách, áranjakách a upanišadách. Některé Upanišady hovoří o 'temnotě' místo pekla. Bhagavadgíta, která na Upanišady přímo navazuje, zmiňuje peklo několikrát. O pekle hovří také filozof Ádi Šankara ve svém komentáři k Védánta sútře 4.3.14.
Přesto někteří hinduisté, např. členové Árja Samádže, jeho existenci nepřijímají nebo je považují za metaforu.
Vpuránách jako jsou Bhágavatapurána, Garudapurána a Višnupurána se nacházejí podrobné popisy mnoha pekel. Nacházejí se nad kosmickým oceánem Garbhódaka. Bůh Jama, vládce spravedlnosti, ukládá lidským bytostem po smrti příslušný trest za jejich hříchy. I duše kvalifikované pro dosažení osvobození (mukti, mókša) zvané mukti-jógja, a věčně se převtělující duše (v teologii dvaita zvané nitja-samsárí), mohou zažít zkušenost v narace jako odčinění. Po uplynutí trestu se rodí na zemi v lidských či zvířecích tělech. Peklo ani nebeský ráj svarga tedy nejsou místy trvalého pobytu.
V okamžiku smrti jsou hříšné duše vystaveny nebezpečí, že budou zajaty jamadúty, služebníky Jamy. Samotný Jama si pro ně přichází osobně jen ve zvláštních případech. Podle Bhágavatapurány nemá Jama a jeho služebníci žádnou moc nad pravověrnými višnuisty. Znaky višnuistů, které odhánějí Jamovy služebníky, jsou červenobílá symbolická značka na čele připomínající trojzubec, v sanskrtu zvaná úrdhvapundra-tilaka (tiruman a šríčúrnam u šrívaišnavů nebo gopí čandan u gaudíja vaišnavů), dále tápa-sanskára, tj. vypálené cejchy v podobě lastury a disku (Višnuových atributů) na ramenou a tulasí-mála, tj. náhrdelník ze 108 korálků ze dřeva tulasí). Takto označení vyznavači Višnua jsou po smrti odvedeni višnudúty (andělskými služebníky Višnua) do rajských světů Vaikunthy nebo Gólóky.